# NURBS

Una corba NURBS.
(Vegeu versió animada)

NURBS és l'acrònim en anglès de l'expressió Non Uniforms Rational B-Splines. És un model matemàtic molt utilitzat en els gràfics per ordinadors per a generar i presentar corbes i superfícies.